# Mihaela Purdea
Sabina Mihaela Purdea, née le 17 décembre 1982 à Bistrița, est une biathlète roumaine.

## Biographie
Elle commence la pratique du ski de fond à l'âge de neuf ans à Predeal. Elle se tourne vers le biathlon en 2001.
En équipe nationale depuis la saison 2002-2003, elle fait ses débuts en Coupe du monde en 2005. Elle participe à ses premiers championnats du monde cette année. En 2006, elle participe pour la première fois aux Jeux olympiques où elle est 77e du sprint, 75e de l'individuelle et 14e du relais. Elle marque ses premiers points en Coupe du monde lors de la saison 2008-2009 avec une 28e place à Hochfilzen pour meilleur résultat. Elle signe aussi ses meilleures performances aux Mondiaux lors des Championnats du monde de Pyeongchang où elle finit 44e du sprint et 8e du relais. Au début de la saison 2009-2010, elle obtient le meilleur résultat individuel de sa carrière, une 25e place à l'individuelle d'Östersund. Aux Jeux olympiques d'hiver de 2010, qui est sa dernière compétition majeure, elle est 38e du sprint, 48e de la poursuite, 40e de l'individuelle et 9e du relais.
Après sa carrière sportive, elle devient entraîneuse de biathlon.

## Palmarès

### Jeux olympiques
| Épreuve / Édition              | Individuelle | Sprint | Poursuite | Départ en masse | Relais |
| Jeux olympiques 2006 Turin     | 75e          | 77e    | —         | —               | 14e    |
| Jeux olympiques 2010 Vancouver | 40e          | 38e    | 48e       | —               | 9e     |

Légende :
- — : N'a pas participé à cette épreuve
- : épreuve non disputée lors de cette édition

### Championnats du monde
| Épreuve / Édition                | Individuelle | Sprint | Poursuite | Départ en masse | Relais | Relais mixte                     |
| Mondiaux 2005 Hochfilzen         | 68e          | 81e    | -         | -               | 14e    | Épreuve inexistante à cette date |
| Mondiaux 2007 Antholz-Anterselva | 60e          | 70e    | -         | -               | 11e    | -                                |
| Mondiaux 2008 Östersund          | 53e          | 48e    | 47e       | -               | 11e    | -                                |
| Mondiaux 2009 Pyeongchang        | 75e          | 44e    | LAP       | -               | 8e     | -                                |

Légende :

LAP : a pris un tour de retard

- : n'a pas participé à l'épreuve

### Coupe du monde
- Meilleur classement général : 70e en 2010.
- Meilleur résultat individuel : 25e.

#### Différents classements en Coupe du monde
| Année     | Classement général final | Sprint | Poursuite | Individuelle | Mass start |
| 2008-2009 | 83e                      | 76e    | 79e       | -            | -          |
| 2009-2010 | 70e                      | 81e    | -         | 45e          | -          |